# Saint-Léon-sur-Vézère
Saint-Léon-sur-Vézère är en kommun i departementet Dordogne i regionen Nouvelle-Aquitaine i sydvästra Frankrike. Kommunen ligger i kantonen Montignac som tillhör arrondissementet Sarlat-la-Canéda. År 2022 hade Saint-Léon-sur-Vézère 430 invånare.

## Befolkningsutveckling
Antalet invånare i kommunen Saint-Léon-sur-Vézère
Referens:INSEE